# Liste der Flughäfen in der Türkei
Bis auf drei Flughäfen liegen alle Flughäfen der Liste der Flughäfen in der Türkei in Asien (Europa: Flughäfen Istanbul, Istanbul-Atatürk und Tekirdağ-Çorlu).
| Name des Flughafens                                               | IATA-Code      | ICAO-Code | Passagiere (2024) | Zugeordnete Stadt      | Eröffnung        |
| ----------------------------------------------------------------- | -------------- | --------- | ----------------- | ---------------------- | ---------------- |
| Flughafen Adana                                                   | ADA            | LTAF      | 3.120.925         | Adana                  | 1937             |
| Flughafen Adıyaman                                                | ADF            | LTCP      | 366.424           | Adıyaman               | 1998             |
| Flughafen Ağrı-Ahmed-i Hani                                       | AJI            | LTCO      | 314.633           | Ağrı                   | 1997             |
| Flughafen Alanya-Gazipaşa                                         | GZP            | LTFG      | 1.051.608         | Alanya                 | 2010             |
| Flughafen Amasya-Merzifon                                         | MZH            | LTAP      | 138.661           | Amasya                 | 2008             |
| Flughafen Ankara-Esenboğa                                         | ESB            | LTAC      | 12.853.024        | Ankara                 | 1955             |
| Flughafen Antalya                                                 | AYT            | LTAI      | 38.254.905        | Antalya                | 1960             |
| Flughafen Aydın-Çıldır                                            | CII            | LTBD      | 0                 | Aydın                  | 1957             |
| Flughafen Balıkesir-Merkez                                        | BZI            | LTBF      | 0                 | Balıkesir              | 1998             |
| Flughafen Balıkesir-Koca Seyit                                    | EDO            | LTFD      | 264.371           | Balıkesir              | 1997             |
| Flughafen Batman                                                  | BAL            | LTCJ      | 641.674           | Batman                 | 1998             |
| Flughafen Bayburt-Gümüşhane                                       | (unklar)       | (unklar)  | 0                 | Gümüşhane/Bayburt      |                  |
| Flughafen Bingöl                                                  | BGG            | LTCU      | 180.725           | Bingöl                 | 2013             |
| Flughafen Bodrum-Milas                                            | BJV            | LTFE      | 4.375.662         | Bodrum                 | 1997             |
| Flughafen Bursa-Yenişehir                                         | YEI            | LTBR      | 199.883           | Bursa                  | 2000             |
| Flughafen Çanakkale                                               | CKZ            | LTBH      | 187.317           | Çanakkale              | 1995             |
| Flughafen Çukurova                                                | COV            | LTDB      | 1.917.538         | Adana/Tarsus           | 2024             |
| Flughafen Dalaman                                                 | DLM            | LTBS      | 5.662.465         | Dalaman                | 1981             |
| Flughafen Denizli-Çardak                                          | DNZ            | LTAY      | 452.744           | Denizli                | 1991             |
| Flughafen Diyarbakır                                              | DIY            | LTCC      | 2.152.412         | Diyarbakır             | 1952             |
| Flughafen Elazığ                                                  | EZS            | LTCA      | 968.140           | Elazığ                 | 1940             |
| Flughafen Erzincan-Yıldırım Akbulut                               | ERC            | LTCD      | 431.273           | Erzincan               | 1988             |
| Flughafen Erzurum                                                 | ERZ            | LTCE      | 1.181.553         | Erzurum                | 1966             |
| Flughafen Eskişehir-Hasan Polatkan                                | AOE            | LTBY      | 113.097           | Eskişehir              | 1989             |
| Flughafen Gaziantep                                               | GZT            | LTAJ      | 2.958.041         | Gaziantep              | 1976             |
| Flughafen Gökçeada                                                | GKD            | LTFK      | 0                 | Gökçeada               |                  |
| Flughafen Hakkari-Yüksekova Selahaddin Eyyubi                     | YKO            | LTCW      | 154.991           | Hakkâri                | 2015             |
| Flughafen Hatay                                                   | HTY            | LTAK      | 288.546           | Antakya                | 2007             |
| Flughafen Iğdır                                                   | IGD            | LTCT      | 383.239           | Iğdır                  | 2012             |
| Flughafen Isparta-Süleyman Demirel                                | ISE            | LTFC      | 76.401            | Isparta                | 1997             |
| Flughafen Istanbul (liegt im europäischen Stadtteil)              | IST (ehm. ISL) | LTFM      | 79.988.272        | Istanbul               | 2018             |
| Flughafen Istanbul-Atatürk (liegt im europäischen Stadtteil)      | ISL (ehm. IST) | LTBA      | 0                 | Istanbul               | 1912             |
| Flughafen Istanbul-Sabiha Gökçen (liegt im asiatischen Stadtteil) | SAW            | LTFJ      | 41.482.901        | Istanbul               | 2001             |
| Flughafen Izmir-Adnan Menderes                                    | ADB            | LTBJ      | 11.512.096        | Izmir                  | 1987             |
| Flughafen Kahramanmaraş                                           | KCM            | LTCN      | 246.276           | Kahramanmaraş          | 1996             |
| Flughafen Kars-Harakani                                           | KSY            | LTCF      | 579.919           | Kars                   | 1988             |
| Flughafen Kastamonu                                               | KFS            | LTAL      | 58.413            | Kastamonu              | 1990, 2013       |
| Flughafen Kayseri                                                 | ASR            | LTAU      | 2.603.314         | Kayseri                | 1998             |
| Flughafen Kocaeli-Cengiz Topel                                    | KCO            | LTBQ      | 5.306             | Izmit                  | 1976             |
| Flughafen Konya                                                   | KYA            | LTAN      | 921.960           | Konya                  | 2000             |
| Flughafen Malatya-Erhaç                                           | MLX            | LTAT      | 807.793           | Malatya                | 1941             |
| Flughafen Mardin                                                  | MQM            | LTCR      | 766.793           | Mardin                 | 1999             |
| Flughafen Muş-Sultan Alparslan                                    | MSR            | LTCK      | 513.846           | Muş                    | 1992             |
| Flughafen Nevşehir-Kapadokya                                      | NAV            | LTAZ      | 719.181           | Nevşehir               | 1998             |
| Flughafen Ordu-Giresun                                            | OGU            | LTCB      | 957.272           | Ordu/Giresun           | 2015             |
| Flughafen Rize-Artvin                                             | RZV            | LTFO      | 1.101.475         | Rize/Artvin            | 2022             |
| Flughafen Samsun-Çarşamba                                         | SZF            | LTFH      | 1.473.795         | Samsun                 | 1998             |
| Flughafen Şanlıurfa-GAP                                           | SFQ            | LTCH      | 921.734           | Şanlıurfa              | 2007             |
| Flughafen Siirt                                                   | SXZ            | LTCL      | 72.625            | Siirt                  | 1998             |
| Flughafen Sinop                                                   | SIC            | LTCM      | 92.515            | Sinop                  | 1993             |
| Flughafen Şırnak-Şerafettin Elçi                                  | NKT            | LTCV      | 426.902           | Şırnak                 | 2013             |
| Flughafen Sivas-Nuri Demirağ                                      | VAS            | LTAR      | 438.184           | Sivas                  | 1957             |
| Flughafen Tekirdağ-Çorlu-Atatürk (liegt in Europa)                | TEQ            | LTBU      | 30.520            | Tekirdağ               | 1998             |
| Flughafen Tokat                                                   | TJK            | LTAW      | 155.795           | Tokat                  | 1995, 2006, 2022 |
| Flughafen Trabzon                                                 | TZX            | LTCG      | 3.584.104         | Trabzon                | 1957             |
| Flughafen Uşak                                                    | USQ            | LTBO      | 0                 | Uşak                   | 1988             |
| Flughafen Van-Ferit Melen                                         | VAN            | LTCI      | 1.629.801         | Van                    | 1943             |
| Flughafen Yozgat                                                  | (unklar)       | (unklar)  | 0                 | Yozgat                 |                  |
| Flughafen Zafer                                                   | KZR            | LTBZ      | 65.917            | Kütahya/Afyonkarahisar | 2012             |
| Flughafen Zonguldak-Çaycuma                                       | ONQ            | LTAS      | 140.803           | Zonguldak              | 2007             |